# Łęczno (gmina w województwie łódzkim)
Łęczno (od 1973 Sulejów) – dawna gmina wiejska istniejąca do 1954 roku w woj. łódzkim. Siedzibą władz gminy było Łęczno.
Za Królestwa Polskiego gmina Łęczno należała do powiatu petrokowskiego (piotrkowskiego) w guberni piotrkowskiej. 31 maja 1870 do gminy przyłączono pozbawiony praw miejskich Sulejów, który na przełomie XIX i XX wieku ponownie wyłączono jako odrębną wiejską gminę Sulejów (od 1927 znów miasto).
W okresie międzywojennym gmina Łęczno należała do powiatu piotrkowskiego w woj. łódzkim. Po wojnie gmina zachowała dotychczasową przynależność administracyjną. Według stanu z dnia 1 lipca 1952 roku gmina składała się z 18 gromad: Adelinów, Barkowice, Biała, Bilska Wola, Bilska Wola kol., Klementynów, Kłudzice, Koło, Krzewiny, Kurnędz, Lubień, Łazy-Dąbrowa, Łazy Duże, Łęczno, Podlubień, Przygłów, Włodzimierzów i Wójtostwo.
Jednostka została zniesiona 29 września 1954 roku wraz z reformą wprowadzającą gromady w miejsce gmin. Po reaktywowaniu gmin z dniem 1 stycznia 1973 roku gminy Łęczno nie przywrócono, utworzono natomiast jej terytorialny odpowiednik, gminę Sulejów (do której przyłączono w 1977 roku część obszaru zniesionej gminy Piotrków Trybunalski).